# 상린관계
상린관계(相隣關係)는 법률의 규정에 의해 소유권이 제한되는 하나의 경우이다. 그 내용은 꽤 상세하지만 이 제도의 주된 목표는 인접해 있는 토지 소유자가 각자의 소유권을 억제하는 것에 따라 양자간에 일어나는 여러 가지의 분쟁을 해결하여 이웃간의 토지의 이용관계를 원활하게 하려는 데 그 목적이 있다. 상린관계에 의한 소유권 제한은 법률상 당연히 인정되는 것으로서 미리 약속해 둘 필요가 없는 점에서는 지역권 등과 다르다. 또 상린관계에 의해 한 쪽의 소유권이 제한된 경우, 다른 쪽의 소유권의 내용은 반대로 그만큼 통상보다도 넓어지는 것이다.

## 인지사용청구권
隣地使用請求權 경계 또는 그 근방에서 건물이나 울타리를 만들든가 이들을 수선하든가 하기 위해 토지의 소유주가 이웃의 토지에 들어가지 않으면 안 되는 경우가 있다. 이러한 때 토지의 소유자가 위의 목적에 필요한 범위로 인지의 소유자에 대하여 토지를 사용하게 해달라고 청구할 수가 있다(216조 1항 본문). 그러나 혹 상대가 승낙하지 않으면 소송을 제기하여 그의 승낙을 구하지 않으면 안 된다. 이웃사람의 집에 출입하려면 그의 자발적인 승낙이 절대 필요하다(216조 1항 단서). 이웃 사람은 토지나 주택에 타인(隣地使用人)의 출입으로 인해 손해를 받았을 때에는 보상을 청구할 수 있다(216조 2항).

## 주위토지통행권
周圍土地通行權 어떤 사람의 토지가 타인이 소유한 토지에 둘러싸여 공로(公路)에 통하지 못할 때, 또 못·늪·강·바다 등에 의하지 않고는 외부와 통할 수가 없든가 벼랑이 있어 공로와 현저한 고저(高低)를 이루고 있을 때, 이러한 토지의 소유자는 이를 둘러싼 타인의 토지(周圍土地)를 통행할 수가 있다(219조 1항). 주위토지를 통행할 경우에 통행권을 갖는 자를 위하여 필요하고 또한 그 통행하는 토지를 위해 손해가 가장 적은 장소와 방법을 택하지 않으면 안 되나 통행권자는 필요가 있으면 통로를 만들 수 있다(219조 1항). 그러나 또 통행권자는 통행지의 손해에 대해서 보상금을 지급하지 않으면 안된다(219조 2항).
위

## 자연유수의 승수의무
토지의 소유자는 이웃 토지에서 물이 자연히 흘러들어오는 경우, 예를 들면 높은 이웃토지로부터 냇물이나 빗물이 자연히 자기 토지에 흘러들어오는 경우, 이것을 막지 못한다(221조 1항). 또한 고지(高地) 소유자가 이웃 저지(低地)에서 필요한 물의 흐름을 자기의 정당한 사용범위를 넘어서 방해하는 시설을 했을 때에는 이웃 저지 소유자는 그 시설의 철거를 청구할 수 있다(221조 2항).

## 소통공사권
물의 흐름이 산사태 등으로 인해 낮은 토지에 막히게 되었을 때 고지의 소유자는 자기의 비용으로 그 흐름을 통하게 하기 위하여 필요한 공사를 할 수 있다(222조).

## 예방공사청구권
A 소유의 토지에 저수·배수·인수 등 때문에 설치된 공작물이 파손이나 고장 등에 의해 B 소유의 토지에 손해를 미치거나 또는 손해를 가할 염려가 있을 때 B는 A에게 수선이나 물의 소통을 위한 공사 등을 청구할 수 있으며 또 필요하다면 예방공사를 청구할 수도 있다(223조). 이것에 요하는 비용은 특별한 관습이 없는 이상 A가 부담한다.

## 처마물에 대한 시설의무
토지의 소유자는 처마물이 이웃에 직접 떨어지지 않도록 하여야 한다. 이에 반하여 건축 등을 한 때에는 그 토지 소유자에 대하여 빗물이 자기 토지에 직접 떨어지지 않도록 적당한 시설을 할 것을 청구할 수 있다(225조).

## 수류변경권
소유지에 수류(水流)가 있는데 그 대안(對岸)의 토지는 타인의 것인 경우 토지 소유자는 이 수류의 수로(水路)나 수류의 폭을 함부로 바꿀 수가 없다(229조 1항). 수류의 양안(兩岸) 모두가 자기의 것일 때에는 별다른 관습이 없는 한 수로나 폭을 바꿔도 좋다. 단 이 경우에도 흐름이 이웃 토지에 접하는 장소에서는 원래의 수로나 폭으로 환원시키지 않으면 안 된다(229조 2항, 3항).
위

## 여수소통권
고지의 소유자는 침수지를 건조하기 위해 또 가용(예를 들면 세탁용)이나 농공업용의 남은 물을 흘려버리기 위해 공로(公路)·공류(公流) 또는 하수도에 이르기까지 낮은 토지에 그 물을 통과시킬 수 있다(226조 1항). 그러나 저지의 손해가 가장 적은 장소를 선택해야 한다.

## 방죽의 설치·이용권
수류지(水流地)의 소유자는 방죽(堰：물의 흐름을 막든가 조절하는 시설)을 설치할 필요가 있을 때는 대안(對岸)이 타인의 소유지라도 그 방죽을 대안에 접촉시킬 수가 있다(230조 1항). 또 대안의 소유자는 수류지의 일부를 소유하고 있을 때는 이 방죽을 자기도 쓸 수가 있다. 단 그 비용을 분담하지 않으면 안 된다(230조 2항).

## 경계표·담의 설치권
토지의 소유자는 이웃 토지의 소유자에 대하여 공동의 비용으로 경계를 나타내는 표시나 담을 설치할 것을 청구할 수 있다(237조 1항). 그 비용은 각각의 소유자가 평등하게 분담하지만 측량비용은 토지의 면적에 비례하여 분담하게 된다(237조 2항). 그러나 이와 다른 관습이 있으면 그 관습에 따른다(237조 3항). 인지(隣地) 소유자는 자기의 비용으로 담의 재료를 통상보다 좋은 것으로 할 수 있으며 그 높이를 통상보다 높게 할 수 있고 방화벽(防火壁) 기타 시설을 할 수 있다(238조).

## 경계표 등의 공유추정
경계선상에 설치한 경계표·담·도랑 등은 원칙적으로 상린자가 공유하고 있는 것으로 추정된다(239조 본문). 그러나 이것을 상린자 일방의 단독비용으로 설치하였거나 담이 건물의 일부인 경우는 그러하지 아니하다(239조 단서).

## 수지·목근의 제거권
이웃 토지의 나뭇가지가 경계를 넘은 때에는 그 소유자에 대하여 가지의 제거를 청구할 수 있다(240조 1항). 이웃 토지의 나뭇가지가 경계를 넘어 자기 토지로 들어왔다고 하여서 이를 함부로 절단할 수는 없다. 소유자에게 이 사실을 알리면 소유자가 그 수목을 이식할 수도 있고 또 절단한다고 하더라도 절단하는 방법이 다를 수가 있으므로 민법은 소유자로 하여금 이를 제거하게 하였다. 수목의 소유자가 이에 응하지 않을 때에는 절단의 판결을 얻어 소유자의 비용으로써 절단하지 않고 청구자가 스스로 그 가지를 제거할 수 있다(240조 2항). 그러나 수지가 경계를 넘은 부분이 조금밖에 되지 않아 아무런 장애도 없을 때에도 이를 청구하는 것은 권리남용이 될 것이다. 경계를 넘은 것이 수지가 아니고 목근(木根)일 때에는 이웃 토지 소유자는 수목의 소유자에 대하여 나무뿌리의 제거를 청구할 것 없이 임의로 제거할 수 있다(240조 3항).
위

## 토지의 심굴금지
토지 소유자는 인접지의 지반이 붕괴될 정도로 자기의 토지를 심굴하지 못한다(241조 본문). 그러나 충분한 방어공사를 한 때에는 그러하지 아니하다(241조 단서). 소유지를 파는 데 관한 규정으로서는 본 조문 외에 민법 244조가 있는데, 244조는 우물을 파거나 지하시설을 하는 데에만 적용하나 241조는 그러한 제한이 없다.

## 경계선 부근의 건축
건물을 세울 때는 경계선에서 50센티 이상의 거리를 두지 않으면 안 된다(242조). 이 제한을 무시하고 건축을 하려 할 때는 이웃 토지 소유자는 그 건물의 변경이나 철거를 청구할 수 있다(242조 2항 본문). 그러나 건축을 시작하고 1년이 지났거나 또는 이미 건축이 완성되었으면 다만 손해배상을 청구할 수 있을 뿐이다(242조 2항 단서). 그 밖에 타인의 주택내부를 관망할 수 있는 위치에 창이나 마루가 있어 사생활의 비밀이 누설됨을 우려하여 이웃 간에 불화를 일으키는 수가 많으므로 이를 조절하기 위해 경계로부터 2미터 이내의 거리에서 이웃주택의 내부를 관망할 수 있는 창이나 마루를 설치하는 경우에는 적당한 차면시설(遮面施設)을 하도록 규정하고 있다(243조).

## 지하시설 등에 대한 제한
우물을 파거나 용수(用水)·하수(下水) 또는 오물 등을 저치(貯置)할 지하시설을 할 때에는 경계로부터 2미터 이상의 거리를 두어야 하며, 저수지·도랑 또는 지하철 공사에는 경계로부터 그 깊이의 반 이상의 거리를 두어야 한다(244조 1항). 건물을 건축하는 경우보다 훨씬 많은 거리를 두게 한 것은 이와 같은 특수한 공작물은 자칫 잘못하면 이웃 토지이 토사(土砂)를 붕괴시키거나 하수·오액(汚液)을 새게 하여 이웃 토지에 손해를 끼칠 우려가 있기 때문이다. 그러므로 경계선 근방에서 이런 공사를 함에는 토사가 붕괴하거나 하수(下水) 또는 오액이 이웃에 흐르지 않도록 적당한 조치를 하지 않으면 안 된다(224조 2항).

## 상린관계 조문
- 대한민국 민법 제216조 (인지사용청구권)
- 대한민국 민법 제217조 (매연 등에 의한 인지에 대한 방해금지)
- 대한민국 민법 제218조 (수도 등 시설권)
- 대한민국 민법 제219조 (주위토지통행권)
- 대한민국 민법 제220조 (분할, 일부양도와 주위통행권)
- 대한민국 민법 제221조 (자연유수의 승수의무와 권리)
- 대한민국 민법 제222조 (소통공사권)
- 대한민국 민법 제223조 (저수, 배수, 인수를 위한 공작물에 대한 공사청구권)
- 대한민국 민법 제224조 (관습에 의한 비용부담)
- 대한민국 민법 제225조
- 대한민국 민법 제226조
- 대한민국 민법 제227조
- 대한민국 민법 제228조
- 대한민국 민법 제229조
- 대한민국 민법 제230조
- 대한민국 민법 제231조
- 대한민국 민법 제232조
- 대한민국 민법 제233조
- 대한민국 민법 제234조
- 대한민국 민법 제235조
- 대한민국 민법 제236조
- 대한민국 민법 제237조
- 대한민국 민법 제238조
- 대한민국 민법 제239조
- 대한민국 민법 제240조
- 대한민국 민법 제241조
- 대한민국 민법 제242조
- 대한민국 민법 제243조
- 대한민국 민법 제244조

## 같이 보기
- 소유권
- 지역권